# Ngamotukaraka Islands
Die Ngamotukaraka Islands, auch Three Kings Islands genannt, ist eine kleine Inselgruppe, die zu der Motukawao Group im Norden der Nordinsel von Neuseeland gehört.

## Geographie
Die Ngamotukaraka Islands befinden sich an der Westküste der Coromandel Peninsula, rund 11,3 km nordwestlich von Coromandel und rund 9,5 km südwestlich der Colville Bay. Die Inselgruppe besteht aus drei kleinen Insel und ein paar aus dem Meer ragenden Felseninsel, die sich über eine Seefläche von rund 30 Hektar verteilen. Die Gesamtfläche der Inseln, die zwischen rund 170 m und 470 m auseinanderliegen, kommt auf rund 4,7 Hektar und die mit etwas über 40 m höchste und größte Insel ist die südlichere von den Dreien.
Die größte Insel der gesamten Motukawao Group, Moturua Island, befindet sich mit wenigen hundert Metern in nordöstlicher Nachbarschaft.